# Pośród ciemności
Pośród ciemności (hiszp. Entre tinieblas) – hiszpańska czarna komedia z 1983 roku w reżyserii Pedra Almodóvara.

## Fabuła
Po śmierci swojego chłopaka - narkomana Yolanda, pracująca dotąd jako piosenkarka w nocnym klubie, szuka schronienia przed policją i przestępcami. Znajduje je w klasztorze, zamieszkiwanym przez grupę co najmniej ekscentrycznych zakonnic. Jedna z nich trzyma w ogrodzie tygrysa, inna w ścisłej tajemnicy i pod pseudonimem rozwija karierę pisarską. Siostra Przełożona ma upodobanie do heroiny i atrakcyjnych dziewcząt, z kolei ksiądz kapelan podkochuje się w jednej z sióstr.

## Obsada
- Cristina Sánchez Pascual – Yolanda Bel
- Willmore Willmore – Jorge
- Laura Cepeda – Lina
- Miguel Zúniga – Madero
- Julieta Serrano – Abbess Julia
- Marisa Paredes – siostra Łajno
- Mary Carrillo – Markiza
- Carmen Maura – siostra Zbrukana
- Lina Canalejas – siostra Żmija
- Pedro Almodóvar – pasażer autobusu
- Chus Lampreave – siostra Szczur
- Miguel Molina
- Flavia Zarzo – nowicjuszka
- Carmen Santonja
- Alicia González

## Nagrody
- 1984: Sant Jordi Awards – Julieta Serrano (w kategorii najlepsza hiszpańska aktorka)